# Белвідер (Південна Кароліна)
Белвідер (англ. Belvedere) — переписна місцевість (CDP) в США, в окрузі Ейкен штату Південна Кароліна. Населення — 5380 осіб (2020).

## Географія
Белвідер розташований за координатами 33°32′12″ пн. ш. 81°56′9″ зх. д. / 33.53667° пн. ш. 81.93583° зх. д. (33.536766, -81.935809).  За даними Бюро перепису населення США в 2010 році переписна місцевість мала площу 9,09 км², з яких 9,07 км² — суходіл та 0,02 км² — водойми.

## Демографія
Згідно з переписом 2010 року, у переписній місцевості мешкали 5792 особи в 2270 домогосподарствах у складі 1572 родин. Густота населення становила 637 осіб/км².  Було 2489 помешкань (274/км²).
Расовий склад населення:
| - 66,8 % — білих - 26,2 % — чорних або афроамериканців - 0,4 % — азіатів - 0,3 % — корінних американців - 0,1 % — вихідців з тихоокеанських островів - 3,6 % — осіб інших рас |

До двох чи більше рас належало 2,6 %. Частка іспаномовних становила 6,0 % від усіх жителів.
За віковим діапазоном населення розподілялося таким чином: 25,0 % — особи молодші 18 років, 60,0 % — особи у віці 18—64 років, 15,0 % — особи у віці 65 років та старші. Медіана віку мешканця становила 36,2 року. На 100 осіб жіночої статі у переписній місцевості припадало 94,0 чоловіків;  на 100 жінок у віці від 18 років та старших — 89,5 чоловіків також старших 18 років.
Середній дохід на одне домашнє господарство  становив 47 605 доларів США (медіана — 39 381), а середній дохід на одну сім'ю — 50 503 долари (медіана — 45 129). Медіана доходів становила 30 607 доларів для чоловіків та 30 065 доларів для жінок. За межею бідності перебувало 22,3 % осіб, у тому числі 34,0 % дітей у віці до 18 років та 12,5 % осіб у віці 65 років та старших.
Цивільне працевлаштоване населення становило 2372 особи. Основні галузі зайнятості: освіта, охорона здоров'я та соціальна допомога — 20,7 %, виробництво — 15,8 %, роздрібна торгівля — 15,5 %.